# Regina Cœli (prison)
Pour les articles homonymes, voir Régina (homonymie), Regina Cœli et Coeli.

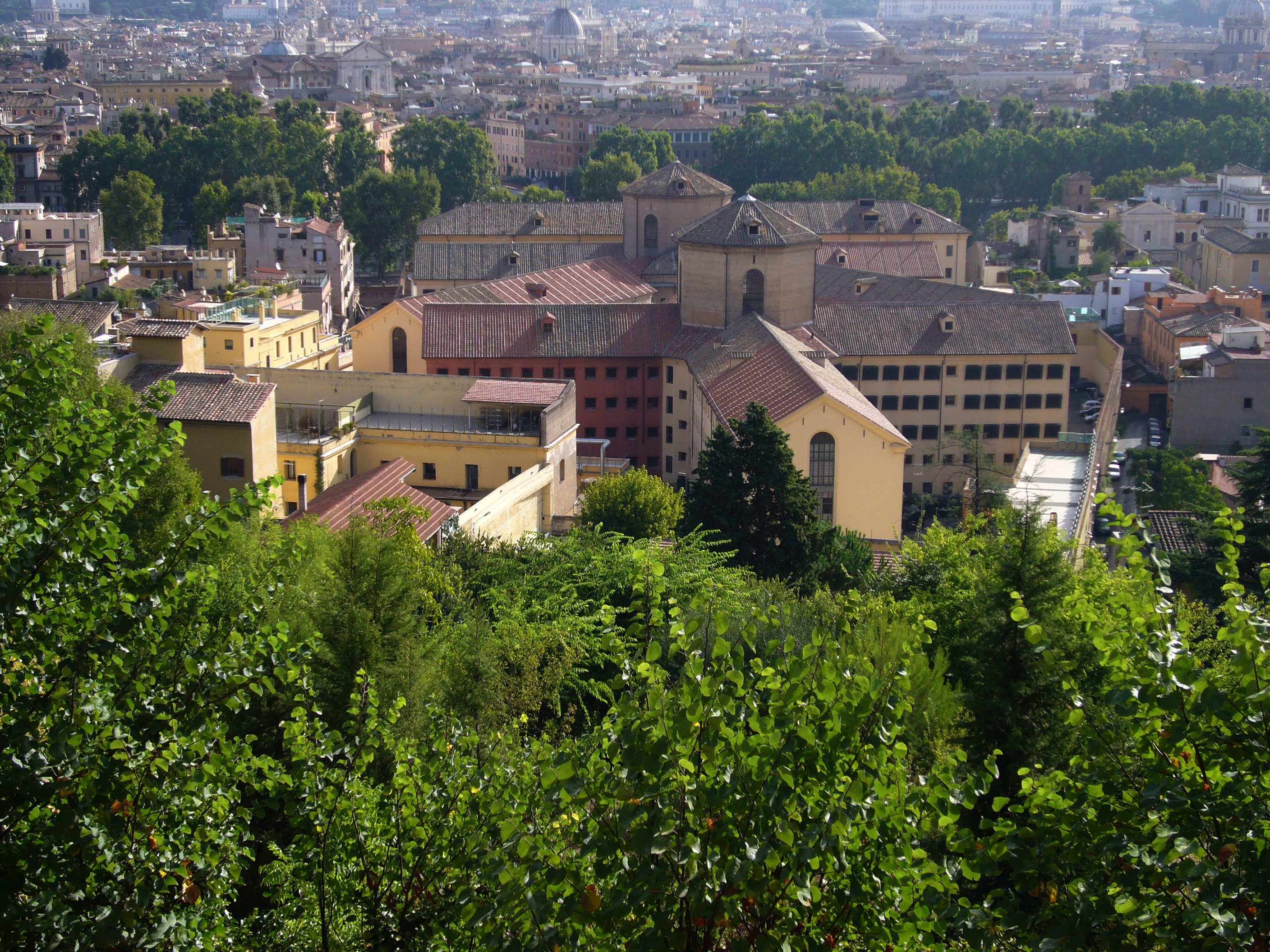
Regina Cœli, vue depuis le Janicule

Regina Cœli est la plus grande prison de Rome, située dans le quartier Trastevere, l'édifice qui à l'origine était un couvent catholique construit en 1654 a été transformé en prison en 1881 et prend son nom de la structure religieuse qui s'y trouvait auparavant, alors dédiée à Marie, Regina Cœli.

## Historique
La construction de l'édifice a été entreprise par le pape Urbain VIII en 1642, mais sa mort stoppa les travaux et la construction demeura inachevée.
Entre 1810 et 1814, le couvent catholique a été confisqué par les troupes napoléoniennes qui supprimèrent tous les ordres religieux sur tous les territoires sous contrôle pendant les Guerres napoléoniennes. Par la suite, le complexe fut occupé par les nonnes carmélites qui l'abandonnèrent en 1873. Le nouveau Royaume d'Italie confisqua l'édifice et décida d'en faire une prison en 1881. L'édifice qui a été converti en prison par Carlo Morgini a été achevé en 1900. 
Un nouveau complexe abritant une prison pour femmes, baptisé « Le Mantellate » a été érigé à proximité exactement à l'endroit où se situait un ancien couvent catholique. 
À partir de 1902, Regina Cœli a abrité aussi une Académie de police et l'une des premières écoles de médecine et d'anthropologie criminelle d'Italie. 
À l'époque de l'Italie fasciste, la prison a servi pour la détention de prisonniers politiques. 
Actuellement le complexe pénitentiaire peut accueillir jusqu'à 900 détenus, chiffre souvent dépassé par la population effectivement détenue. Le 22 juillet 2013, à l'occasion d'une visite, alors que l'effectif de prisonniers atteint 1 050 personnes, le Président de la Chambre des députés, Laura Boldrini, compare l'établissement à « un entrepôt de chair humaine ».

## Images

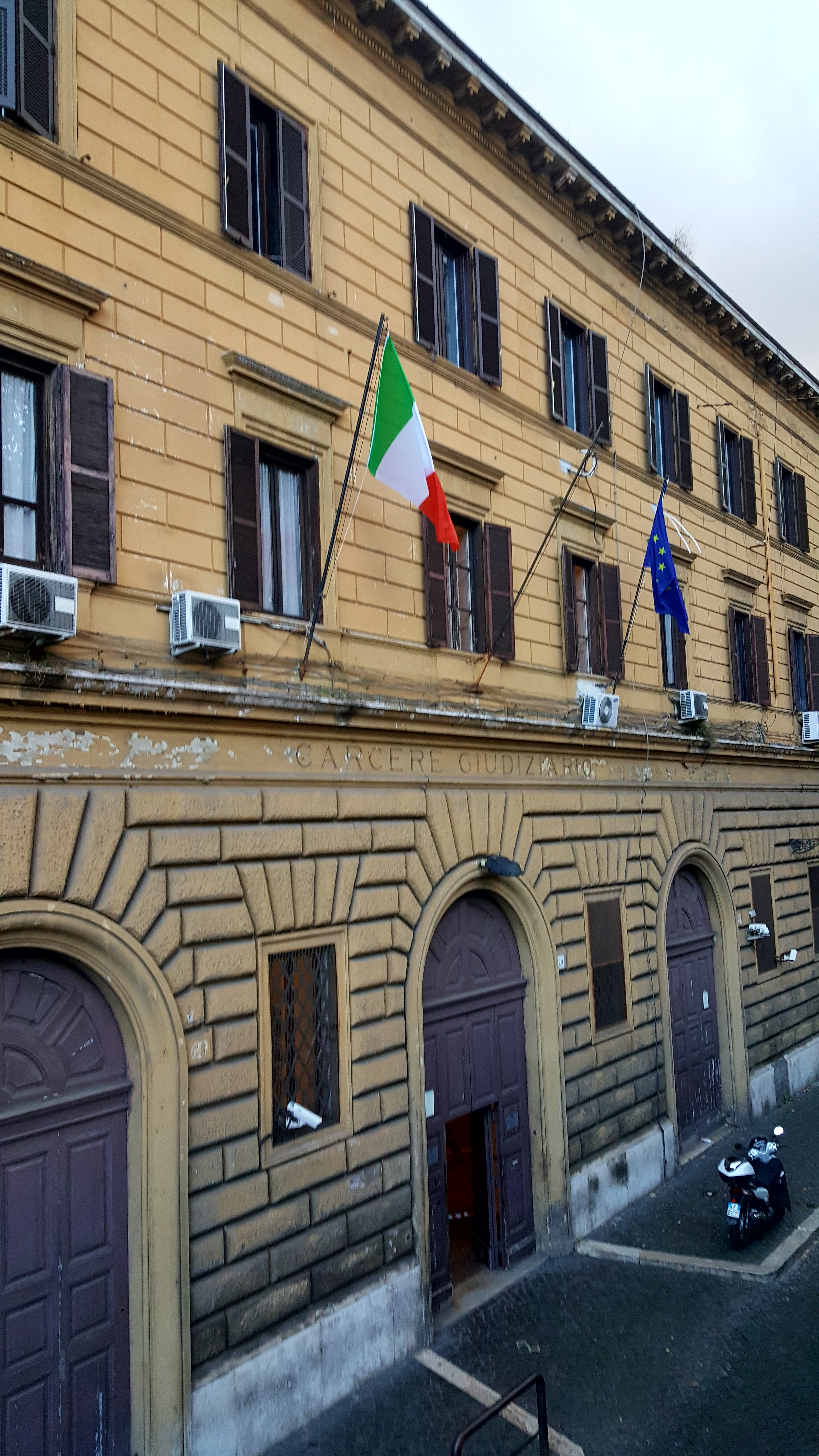
La prison de Regina Coeli à Rome, via della Lungara, 29.
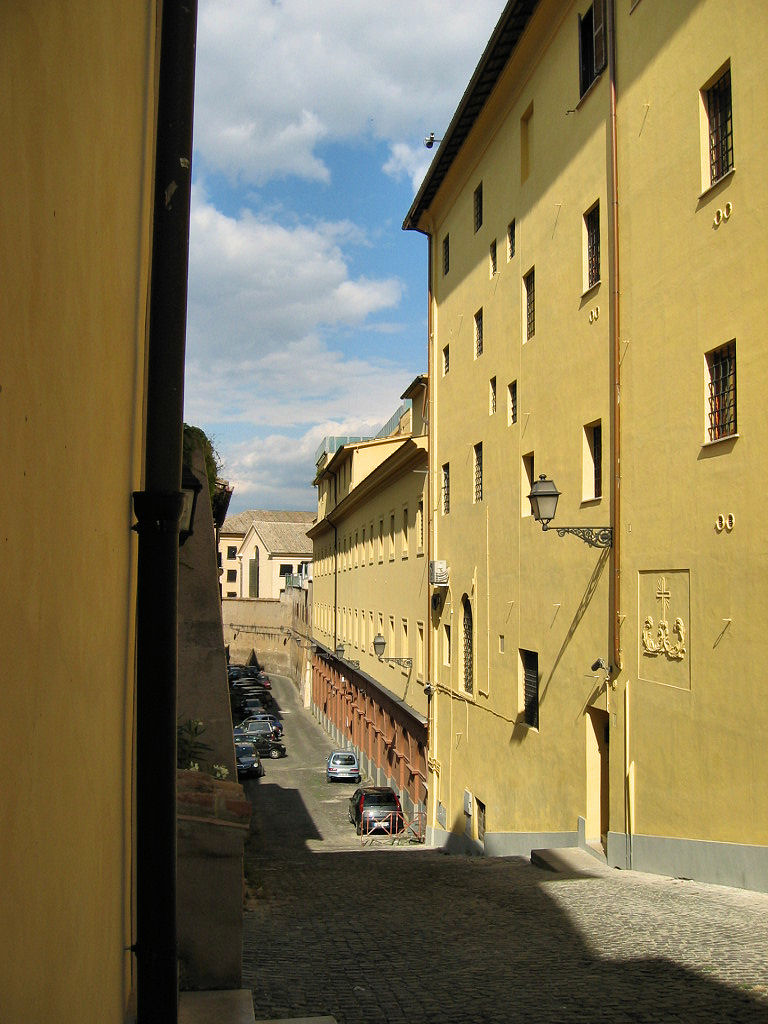
Côté via delle Mantellate, le siège de la section pour femmes
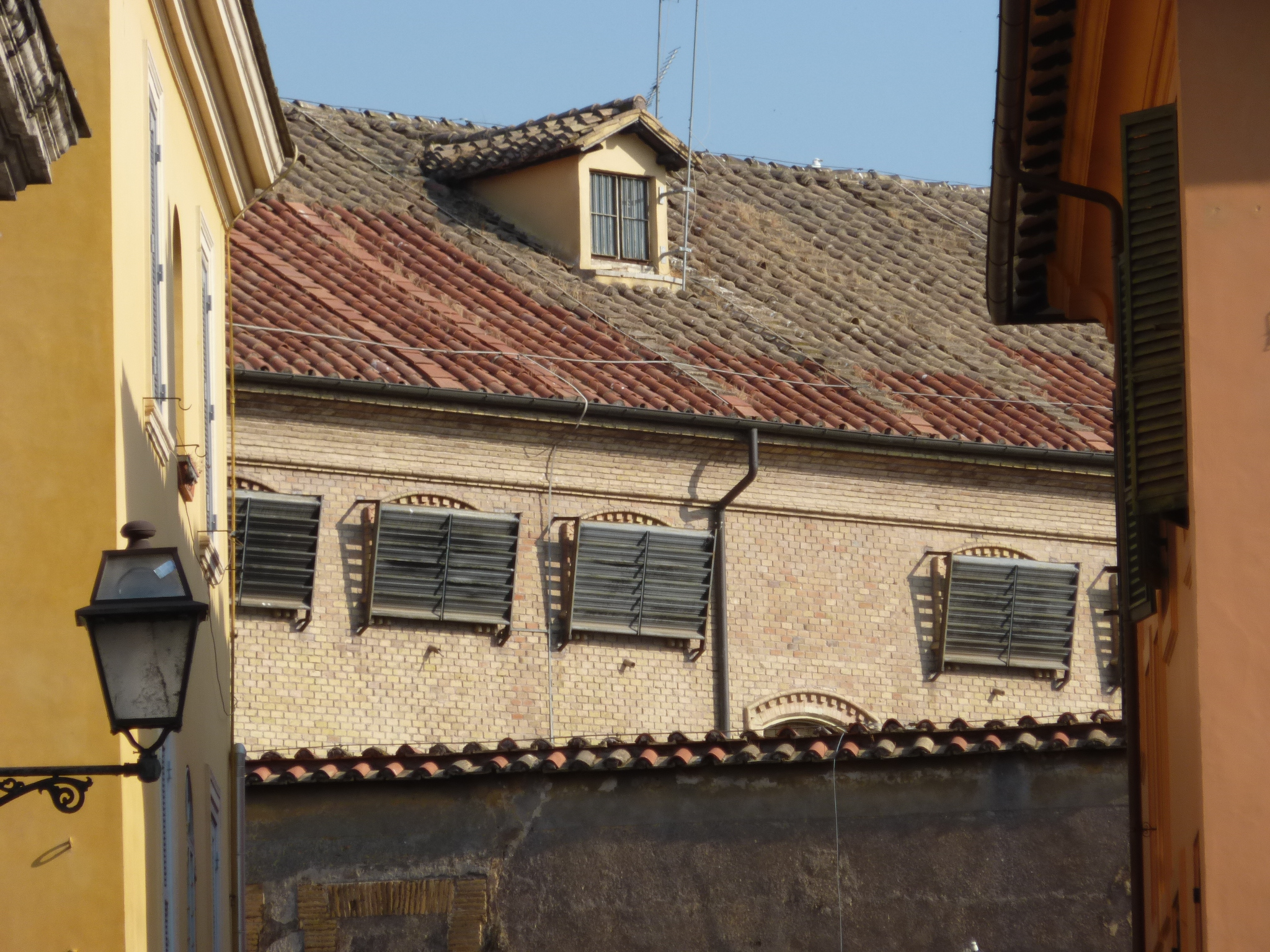
le bocche di lupo (fenêtres qui ne vous permettent pas de voir à l'extérieur)

## Dans la culture populaire
La prison a accueilli l'écrivain Curzio Malaparte pendant quelque temps, qui en a tiré le roman La Fuite en tête (1936) où il cite de nombreuses fois Regina Cœli.